# 任寨乡
任寨乡，是中华人民共和国安徽省阜阳市界首市下辖的一个乡镇级行政单位。

## 行政区划
任寨乡下辖以下地区：
亮集村、岳刘村、杨庄村、马湖村、苗湖村、任寨村和张许村。